# Diecezja Fukuoki
Diecezja Fukuoki – diecezja Kościoła rzymskokatolickiego w Japonii, w metropolii Nagasaki. Została erygowana 16 lipca 1927 roku na terytorium należącym wcześniej do archidiecezji Nagasaki.